# Lasioglossum ugandicum
Lasioglossum ugandicum är en biart som först beskrevs av Cockerell 1937.  Lasioglossum ugandicum ingår i släktet smalbin, och familjen vägbin. Inga underarter finns listade i Catalogue of Life.